# Johnny Stecchino
Johnny Stecchino is een Italiaanse film uit 1991 geregisseerd, geschreven en gespeeld door Roberto Benigni. Zijn vrouw, Nicoletta Braschi, speelt ook mee in de film.
Ondanks de slechte kritiek, kende de film een groot succes in Italië.

## Verhaal
Dante is een busschauffeur van een speciale school die toevallig de mooie Maria ontmoet. Hij wordt direct verliefd op haar en zij nodigt hem uit bij haar thuis in Sicilië. Ze is echter al getrouwd met de maffiabaas Johnny Stecchino, die er exact hetzelfde uitziet als Dante. Johnny is verplicht zich te verstoppen in zijn kelder omdat hij een getuigenis heeft afgelegd tegen enkele maffialeiders. Maria is daarom van plan Dante te gebruiken als Johnny's dubbelganger om hem te laten vermoorden door de maffia zodat zij ervandoor kan gaan samen met Johnny.

## Rolverdeling
| Acteur            | Personage                |
| ----------------- | ------------------------ |
| Roberto Benigni   | Dante / Johnny Stecchino |
| Nicoletta Braschi | Maria                    |
| Paolo Bonacelli   | D'Agata                  |
| Franco Volpi      | Minister                 |
| Ivano Marescotti  | Dr. Randazzo             |
| Turi Scalia       | Rechter                  |
| Loredana Romito   | Gianna                   |

## Prijzen en nominaties
- David di Donatello
  - Gewonnen: speciale juryprijs
- Silver Ribbon
  - Gewonnen: Beste acteur (Roberto Benigni)
  - Gewonnen: Beste mannelijke bijrol (Paolo Bonacelli)

## Trivia
Stecchino is het Italiaanse woord voor tandenstoker, een attribuut dat Johnny voortdurend in zijn mond heeft.